# Soba (Laga)
Soba ist ein osttimoresischer Suco im Verwaltungsamt Laga (Gemeinde Baucau).

## Geographie

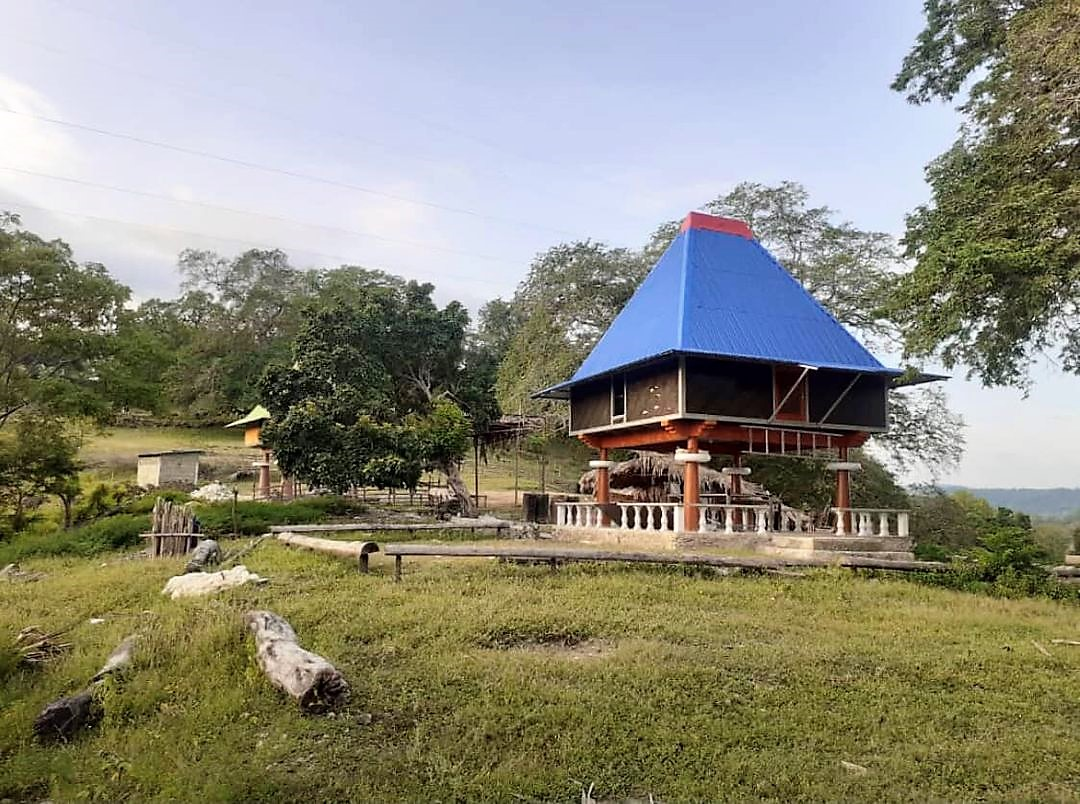
Traditionelles Haus in Ailemi-Lari, Aldeia Butufalo

Soba liegt im Norden des Verwaltungsamts Laga an der Straße von Wetar. Südwestlich liegt, jenseits des Lequinamos, der Suco Tequinaumata, südöstlich der Suco Libagua und östlich der Suco Nunira. In den Lequinamo mündet der Grenzfluss zu Libagua, der Assarini. An der Grenze zu Nunira mündet der kleine Fluss Nanunai in die Straße von Wetar.
Soba hat eine Fläche von  22,14 km² und teilt sich in die sechs Aldeias Assa-Nuno, Bole Ha (Boleha), Butufalo, Fatiliri, Heu-Uai und Laicua.
In Bole Ha befindet sich der Wasserfall Kaidawa-liu. Durch den Nordwesten des Sucos führt die nördliche Küstenstraße, eine der wichtigsten Verkehrswege des Landes. In Laga, dem größten Ort im Suco und Hauptort des Verwaltungsamts, trifft auf sie die Überlandstraße aus Baguia. Neben Soba gehören die Orte Suataici (Saeuataissi), Heu-Uai (Hewai) und Kotagama zum Siedlungszentrum Laga. Am Lequinamo befindet sich das Dorf Butufalo (Butofalo).
Der Ort Soba ist Teil des Siedlungszentrums Laga. Er liegt an der Nordwestgrenze des Sucos, östlich der Mündung des Flusses Lequinamo in die Straße von Wetar, auf einer Meereshöhe von 78 m. Im Siedlungszentrum Laga gibt es eine Vorschule (Escola Pre-Primaria No. 1 Soba), eine präsekundäre Schule, einen Hubschrauberlandeplatz und ein kommunales Gesundheitszentrum.

## Einwohner

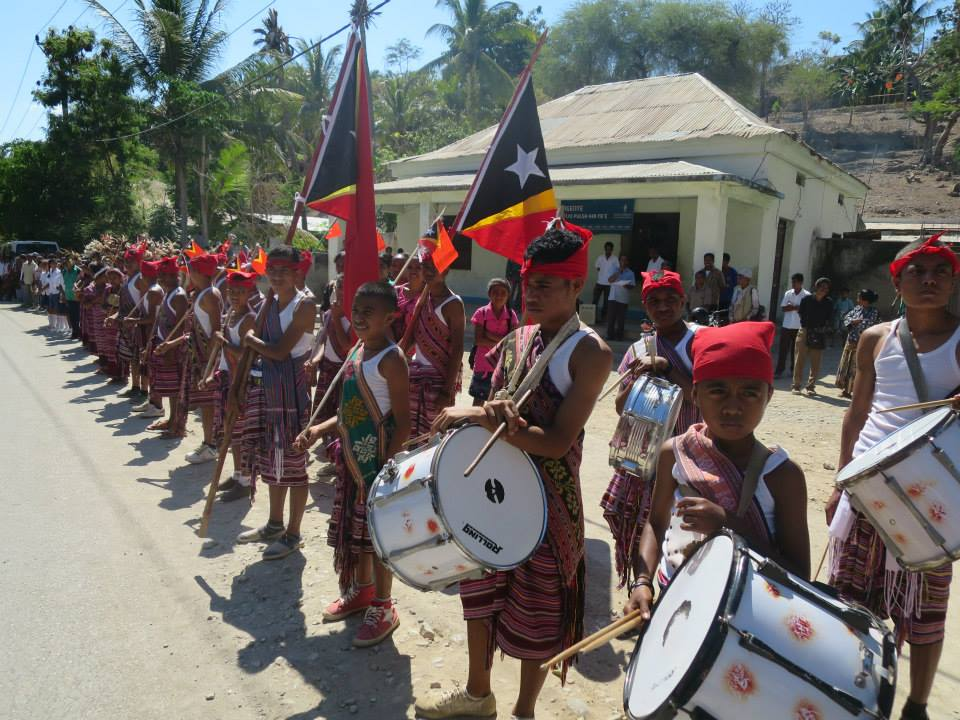
Feierlichkeiten in Laga

In Soba leben 2.567 Einwohner (2022), davon sind 1.281 Männer und 1.286 Frauen. Im Suco gibt es 443 Haushalte. Etwa 90 % der Einwohner geben Makasae als ihre Muttersprache an. Etwa 10 % sprechen Tetum Prasa.

## Geschichte

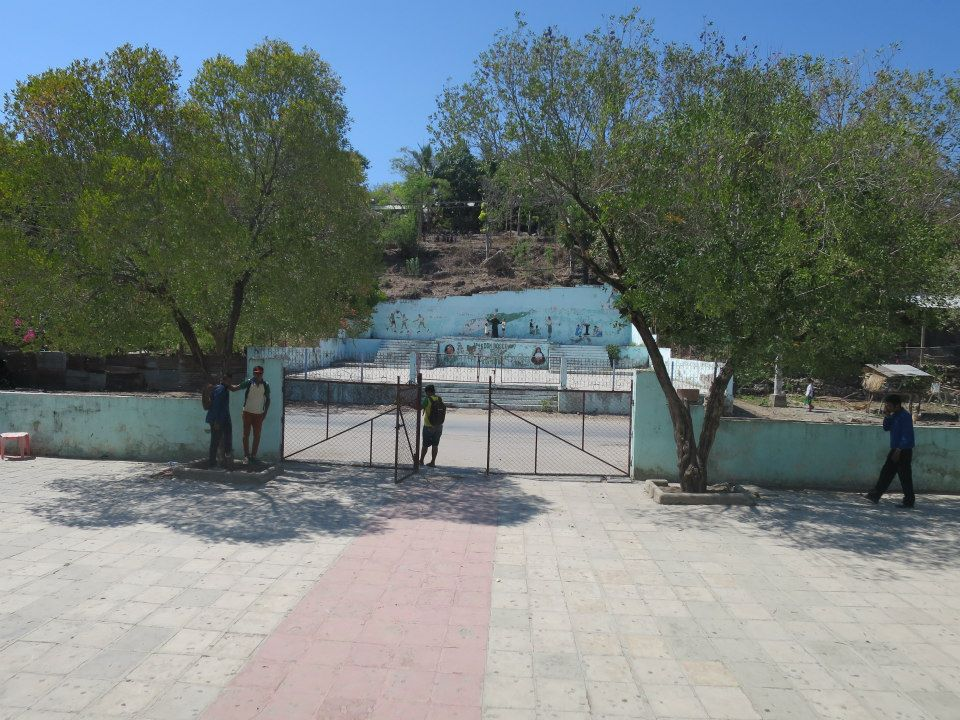
Vorplatz der Kirche São João Bosco

Im Ort Laga gab es Ende 1979 ein indonesisches Lager für Osttimoresen, die zur besseren Kontrolle von den Besatzern umgesiedelt werden sollten.
Laga gilt als die Heimat von vielen Mitgliedern des paramilitärischen Konseilu Revolusionariu Maubere (KRM, deutsch Revolutionärer Rat Maubere). Mehrfach kam es hier zu Zwischenfällen mit dem KRM.
Im November 2013 verstießen KRM-Mitglieder gegen das allgemeine Trageverbot von Militäruniformen durch Zivilpersonen bei einem Aufmarsch auf dem Fußballfeld von Laga. Am 3. März wurde die KRM für illegal erklärt. Am 10. März errichteten KRM-Mitglieder eine Blockade an der Straße nach Baucau. Eine Person wurde durch einen geworfenen Sprengsatz verletzt. Zwar stellte sich die KRM-Führung am 14. März den Behörden, wurde aber im Dezember 2014 wieder freigelassen. Im Januar 2015 nahm der KRM in Laga zwei Polizisten als Geiseln und verwundete zwei weitere. Premierminister Xanana Gusmão fuhr persönlich in einem Konvoi nach Laga und erreichte in Verhandlungen die Freilassung der Geiseln. Mauk Moruk floh mit seinen Leuten in den Dschungel.

## Politik

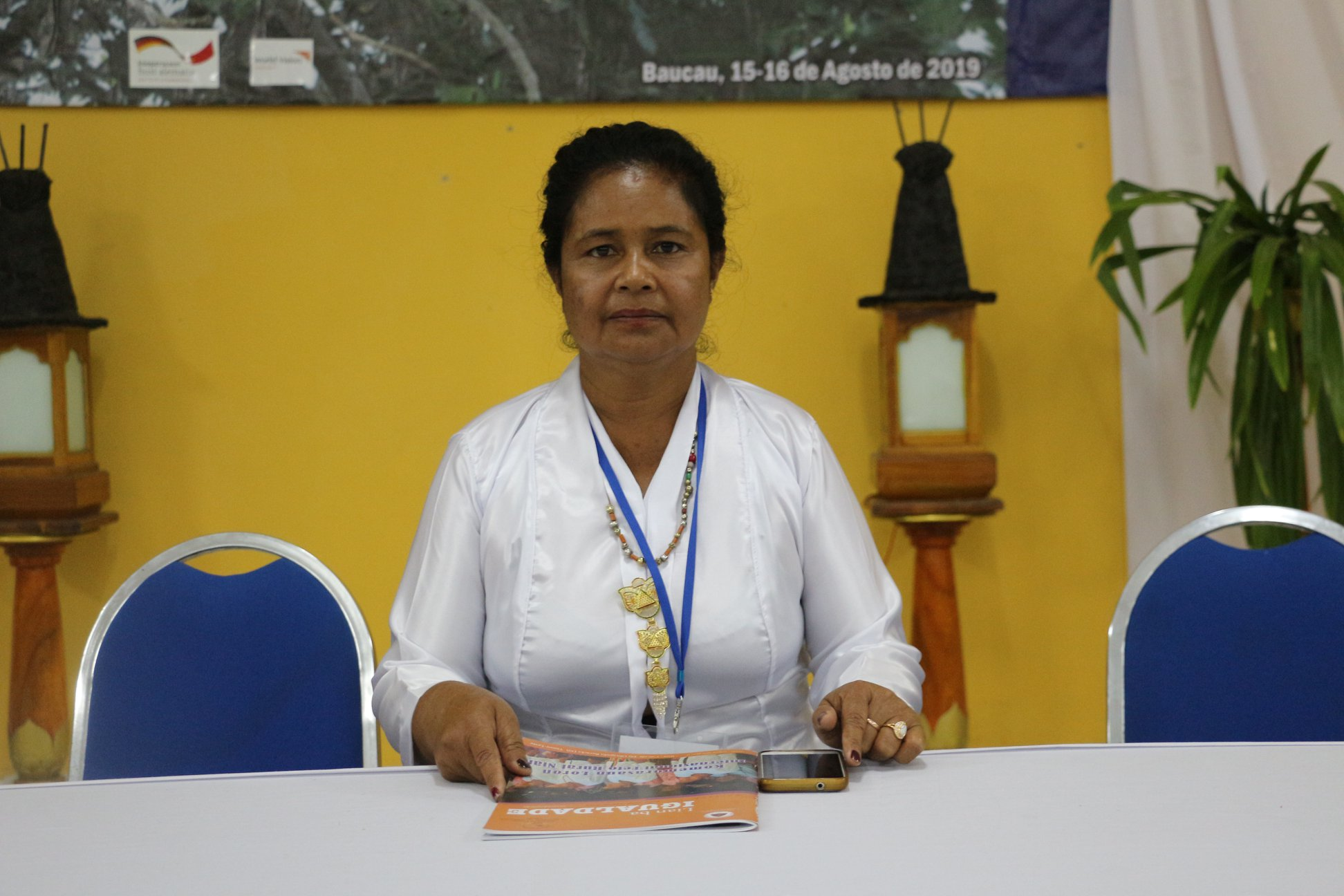
Francisca Monica de Fatima Soares (2019)

Bei den Wahlen von 2004/2005 wurde Domingos da Silva zum Chefe de Suco gewählt. Bei den Wahlen 2009 gewann Francisca Monica de Fatima Soares. Sie war eine von nur vier Frauen in der Gemeinde und neun Frauen landesweit in diesem Amt. 2016 und 2023 wurde sie wiedergewählt.
2023 wurden zum Chefe de Aldeias gewählt: Jeremias Boavida Guterres (Assa-Nuno), Mario da Costa Ximenes (Bole Ha), Haracio Gaio Ximenes (Butufalo), Manuel da Silva Freitas (Fatiliri), Tomas Ximenes Piedade Belo (Heu-Uai) und Avelino Celestino Pereira (Laicua).